# Sint-Martinuskerk (Wijnbergen)
De Sint-Martinuskerk is een rooms-katholieke kerk in de Nederlandse plaats Wijnbergen, nabij Doetinchem. De kerk is in de jaren 1776 - 1777 gebouwd en is gewijd aan Martinus van Tours. De oprichting van de parochie stamt uit 1705 toen op kasteel Kemnade gekerkt werd. Nadat dit vanaf 1728 niet meer mogelijk was, en er in de stad Doetinchem geen kerk gebouwd mocht worden, werd aan de buitengrens van het Land van den Bergh een kerk opgericht. Dit leidde uiteindelijk tot de bouw van de huidige kerk, waaraan de toren in 1910 is toegevoegd.
De kerk is opgezet als een eenbeukige schuurkerk die de plattelandsparochie moest bedienen. De voorgevel heeft een smalle toren met een naaldspits.
In de kerk is een orgel uit 1872 aanwezig van Julius Heinrich Derdack, meesterknecht bij J.G. Lohman te Zutphen. Voor zover bekend is dit het enige overgebleven orgel van deze bouwer.
Naast de kerk staat de pastorie dat in 1856 is gebouwd.
Achter de pastorie is de begraafplaats met baarhuis en klokkenstoel.
De preekstoel van de kerk is vervaardigd naar een ontwerp van architect Cuypers uit Roermond door schrijnwerker Morssinkhof uit Hengelo (Overijssel).
Per 11 juni 2021 is de Sint-Martinuskerk onttrokken aan de eredienst.

## Monumentale waardering
Het orgel is in 1993 aangewezen als rijksmonument. De kerk zelf, het baarhuisje en de pastorie zijn aangewezen als gemeentelijk monument.

## Lijst van pastoors
- Bernardus Plasman 1728-1742 (van 1705 - 1728 was hij woonachtig op de Kemnade;
- Christophores Henricus Offermans 1742-1751;
- Petrus Borgers 1751-1759;
- Johannes Huybers 1759-1786;
- Wenceslaus Basilius van Vleuten 1786-1806;
- Gerardus Troost 1806-1809;
- Franciscus Moeshak 1809-1811 (geschorst);
- Johannes Antonius Derkson 1811-1818;
- Jacobus Cornelius Klein Tünte 1818-1823;
- Simon Theodorus Messing 1823-1829;
- Joannes Thijssen 1831-1848;
- Antonius Hulshof 1848-1851;
- Joannes Peters 1851-1857;
- Joannes Wilhelmus van Til 1857-1867;
- Cornelius de Jong 1867-1886;
- Wilhelmus Johannes Brandhoff 1866-1895;
- Adrianus Dorrestein 1895-1900;
- Petrus van den Oever 1900-1902;
- Johannes Liborius Maria Hoorneman 1902-1907;
- Andreas Antonius Leonardus Ledel 1907-1934;
- Christiaan Heinrich Schweigmann 1934-1954;
- Charles P.G. Schaepman 1954-1961;
- Henricus Jozef Heijman 1961-1976.